# هيو هامبتون يونغ
هيو هامبتون يونج (بالإنجليزية:Hugh Hampton Young) (وُلد في 18 سبتمبر 1870 - وتُوفي في23 أغسطس 1945) هو جراح أمريكي، وطبيب مسالك بولية، وباحث طبي.

## السيرة الذاتية

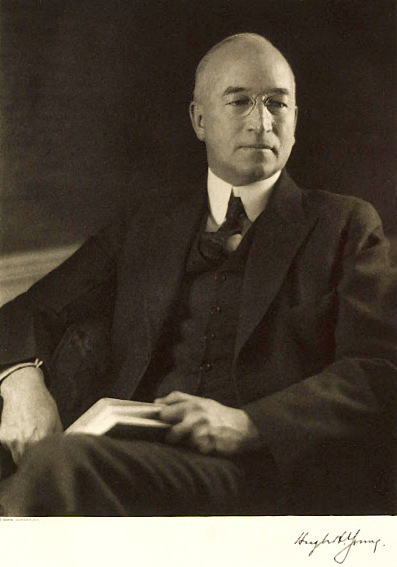
هيو هامبتون يونغ، صورة نشرت في إحدى كتب جامعة جونز هوبكنز، عام 1922

وُلد هيو هانغ في سان أنطونيو، تكساس في 18 سبتمبر 1870. هيو هو ابن عميد جيش الولايات الكونفدرالية وليام هيو يونغ وفرانسيس يونغ.
تخرج يونج من جامعة فيرجينيا في عام 1891 بعد الحصول على درجة البكالوريوس، والماجستير، والدكتوراه في أربع سنوات فقط. بدأ يونغ التدريس اعتبارًا من عام 1895 في معهد جونز هوبكنز برادي للمسالك البولية وبحلول عام 1897 أصبح رئيس قسم جراحة المسالك البولية، في سن 27 فقط. وظل هناك في معظم حياته، حتى عام 1940.
ساهم يونغ في المجال الطبي بالعديد من الاختراعات والاكتشافات، والتي تتعلق في المقام الأول بالجراحة. واحد من هذه الابتكارات هي «إبرة بوميرانغ»، وهو نوع من الإبر الجراحية المصممة للعمل مع الشقوق العميقة. اخترع يونغ أيضًا جهاز يعرف باسم لكمة الشباب، وهي أداة تستخدم في إجراءات استئصال البروستاتا. كما اكتشف هو وزملاؤه الميربرومين المطهر، المعروف باسم ميركوروكروم كأحد الأسماء التجارية.
يعود الفضل إلى يونغ في تصور استخدام استئصال البروستاتا العجاني الجذري لعلاج سرطان البروستاتا وأجرى أول عملية من هذا النوع في 7 أبريل 1904. تعلم يونغ هذا الإجراء الجراحي تحت إشراف الدكتور جورج غودفيلو، الذي قام بالعملية الأولى في عام 1891. وكان الغرض الأصلي لغودفيلو هو علاج مشاكل المثانة الناجمة عن تمدد البروستاتا. سافر غودفيلو على نطاق واسع في جميع أنحاء الولايات المتحدة لعدة سنوات لتدريب الأطباء الآخرين في العملية، بما في ذلك الدكتور يونغ. أكمل غودفيلو 78 عملية ولم يتوف سوى مريضان، وهو مستوى ملحوظ من النجاح للفترة الزمنية.

## نشاطه في الجيش
أصبح يونغ في الحرب العالمية الأولى الرائد المسؤول عن الأمراض المنقولة جنسيًا في دوبويس في فرنسا. حارب يونغ البغاء بالقرب من القواعد الأمريكية بقوة وبتعاون كامل من الجنرال بيرشينغ.
بالإضافة إلى عمله الطبي الرائد، كان يونغ مهتمًا بمجال الطيران ورأس لجنة لتخطيط ما يعرف الآن بمطار بالتيمور واشنطن الدولي (الذي كان يعرف في ذلك الوقت ياسم «مطار الصداقة». كان يونغ نشطًا في الشؤون المجتمعية وكان معروفًا بتأييده لألبيرت كابيل ريتشي، وهو سياسي من ماريلند ترشح للرئاسة عام 1932 لكنه خسرأمام لفرانكلين روزفلت مرشح الحزب الديمقراطي.
كتب يونغ سيرته الذاتية بعنوان هيو يونغ، السيرة الذاتية للجراح (والتي نشرتها دار هاركورت، بريس أند كومباني في عام 1940) [1] فضلاً عن العديد من المؤلفات الطبية في المسالك البولية. توفي يونغ في 23 أغسطس 1945 ودفن في مقبرة ريدج ريدج، بالتيمور، ماريلاند.
تقدم الجمعية الأمريكية للمسالك البولية جائزة سنوية تسمى جائزة هيو هامبتون يونغ التي تحمل اسم شرفه. ومن بين المستلمين البارزين جون ك. لاتيمر، رائد طب المسالك البولية للأطفال والطبيب المحقق في اغتيال جون ف. كينيدي، و لاري I. ليبشولتز، مؤسس جمعية دراسة خصوبة الذكور.